# Furio Di Bello
Furio Di Bello (ur. 25 lutego 1979) – włoski brydżysta, European Master oraz European Champion w kategorii Juniors (EBL).

## Wyniki brydżowe

### Zawody światowe
W światowych zawodach zdobył następujące lokaty:
| Mistrzostwa Świata. Konkurencja teamów | Mistrzostwa Świata. Konkurencja teamów | Mistrzostwa Świata. Konkurencja teamów   | Mistrzostwa Świata. Konkurencja teamów | Mistrzostwa Świata. Konkurencja teamów | Mistrzostwa Świata. Konkurencja teamów |
| Rok                                    | Miejsce                                | Zawody                                   | Kategoria                              | Drużyna                                | Pozycja                                |
| -------------------------------------- | -------------------------------------- | ---------------------------------------- | -------------------------------------- | -------------------------------------- | -------------------------------------- |
| 2003                                   | Paryż                                  | 9. Młodzieżowe Mistrzostwa Świata Teamów | Juniorzy                               | Italy                                  | 1                                      |
| 2002                                   | Montreal                               | 11. Mistrzostwa Świata                   | Open                                   | Pagani                                 | 97                                     |
| 1999                                   | Fort Lauderdale                        | 7. Młodzieżowe Mistrzostwa Świata Teamów | Juniorzy                               | Italy                                  | 1                                      |

| Mistrzostwa Świata. Konkurencja par | Mistrzostwa Świata. Konkurencja par | Mistrzostwa Świata. Konkurencja par   | Mistrzostwa Świata. Konkurencja par | Mistrzostwa Świata. Konkurencja par | Mistrzostwa Świata. Konkurencja par |
| Rok                                 | Miejsce                             | Zawody                                | Kategoria                           | Partner                             | Pozycja                             |
| ----------------------------------- | ----------------------------------- | ------------------------------------- | ----------------------------------- | ----------------------------------- | ----------------------------------- |
| 2003                                | Tata                                | 5. Młodzieżowe Mistrzostwa Świata Par | Juniorzy                            | Stelio Di Bello                     | 26                                  |
| 2002                                | Montreal                            | 11. Mistrzostwa Świata                | Open                                | Ruggiero Guariglia                  | 138                                 |
| 2001                                | Stargard                            | 4. Mistrzostwa Świata Par Juniorów    | Juniorzy                            | Stefano Uccello                     | 41                                  |
| 1999                                | Nymburk                             | 3. Mistrzostwa Świata Par Juniorów    | Juniorzy                            | Stelio Di Bello                     | 44                                  |
| 1997                                | Santa Sofia Forlí                   | 2. Mistrzostwa Świata Par Juniorów    | Juniorzy                            | Ruggiero Guariglia                  | 55                                  |

### Zawody europejskie
W europejskich zawodach zdobył następujące lokaty:
| Zawody europejskie. Konkurencja teamów | Zawody europejskie. Konkurencja teamów | Zawody europejskie. Konkurencja teamów    | Zawody europejskie. Konkurencja teamów | Zawody europejskie. Konkurencja teamów | Zawody europejskie. Konkurencja teamów |
| Rok                                    | Miejsce                                | Zawody                                    | Kategoria                              | Drużyna                                | Pozycja                                |
| -------------------------------------- | -------------------------------------- | ----------------------------------------- | -------------------------------------- | -------------------------------------- | -------------------------------------- |
| 2007                                   | Antalya                                | 3. Otwarte Mistrzostwa Europy             | Open                                   | Villa Fabbriche                        | 17                                     |
| 2005                                   | Teneryfa                               | 2. Otwarte Mistrzostwa Europy             | Open                                   | Palma                                  | 9                                      |
| 2004                                   | Praga                                  | 19. Młodzieżowe Mistrzostwa Europy Teamów | Juniorzy                               | Italy                                  | 9                                      |
| 2003                                   | Mentona                                | 1. Otwarte Mistrzostwa Europy             | Open                                   | Rinaldi                                | 55                                     |
| 2002                                   | Torquay                                | 18. Młodzieżowe Mistrzostwa Europy Teamów | Juniorzy                               | Italy                                  | 1                                      |
| 2000                                   | Antalya                                | 17. Młodzieżowe Mistrzostwa Europy Teamów | Juniorzy                               | Italy                                  | 10                                     |
| 2000                                   | Bellaria                               | 6. Mistrzostwa Europy Mikstów             | Miksty                                 | Meglio                                 | 42                                     |
| 1998                                   | Wiedeń                                 | 16. Młodzieżowe Mistrzostwa Europy Teamów | Młodzież Szkolna                       | Italy                                  | 1                                      |
| 1996                                   | Cardiff                                | 15. Młodzieżowe Mistrzostwa Europy Teamów | Młodzież Szkolna                       | Italy                                  | 7                                      |

| Zawody europejskie. Konkurencja par | Zawody europejskie. Konkurencja par | Zawody europejskie. Konkurencja par | Zawody europejskie. Konkurencja par | Zawody europejskie. Konkurencja par | Zawody europejskie. Konkurencja par |
| Rok                                 | Miejsce                             | Zawody                              | Kategoria                           | Partner                             | Pozycja                             |
| ----------------------------------- | ----------------------------------- | ----------------------------------- | ----------------------------------- | ----------------------------------- | ----------------------------------- |
| 2007                                | Antalya                             | 3. Otwarte Mistrzostwa Europy       | Open                                | Stelio Di Bello                     | 41                                  |
| 2005                                | Teneryfa                            | 2. Otwarte Mistrzostwa Europy       | Open                                | Stelio Di Bello                     | 2                                   |
| 2003                                | Mentona                             | 1. Otwarte Mistrzostwa Europy       | Open                                | Francesco Natale                    | 59                                  |
| 2001                                | Sorrento                            | 11. Mistrzostwa Europy Par          | Open                                | Stefano Uccello                     | 112                                 |
| 2000                                | Bellaria                            | 6. Mistrzostwa Europy Mikstów       | Mikst                               | Donatella Gigliotti                 | 42                                  |
| 1999                                | Warszawa                            | 10. Mistrzostwa Europy Par          | Open                                | Ruggiero Guariglia                  | 221                                 |

## Klasyfikacja
- Furio Di Bello – klasyfikacja WBF (ang.)
- Furio Di Bello – klasyfikacja EBL (ang.)